# Souesmes
Souesmes és un municipi francès, situat al departament del Loir i Cher i a la regió de Centre – Vall del Loira. L'any 2007 tenia 1.114 habitants.

## Demografia

### Població
El 2007 la població de fet de Souesmes era de 1.114 persones. Hi havia 536 famílies, de les quals 176 eren unipersonals (108 homes vivint sols i 68 dones vivint soles), 208 parelles sense fills, 104 parelles amb fills i 48 famílies monoparentals amb fills.
La població ha evolucionat segons el següent gràfic:
Habitants censats

### Habitatges
El 2007 hi havia 807 habitatges, 543 eren l'habitatge principal de la família, 198 eren segones residències i 66 estaven desocupats. 794 eren cases i 10 eren apartaments. Dels 543 habitatges principals, 429 estaven ocupats pels seus propietaris, 104 estaven llogats i ocupats pels llogaters i 10 estaven cedits a títol gratuït; 6 tenien una cambra, 39 en tenien dues, 110 en tenien tres, 174 en tenien quatre i 214 en tenien cinc o més. 399 habitatges disposaven pel capbaix d'una plaça de pàrquing. A 268 habitatges hi havia un automòbil i a 223 n'hi havia dos o més.

### Piràmide de població
La piràmide de població per edats i sexe el 2009 era:
| Homes | Edats   | Dones |
| ----- | ------- | ----- |
| 0     | 95 o +  | 0     |
| 0     | 90 a 94 | 0     |
| 8     | 85 a 89 | 28    |
| 16    | 80 a 84 | 20    |
| 32    | 75 a 79 | 52    |
| 44    | 70 a 74 | 28    |
| 28    | 65 a 69 | 68    |
| 36    | 60 a 64 | 16    |
| 36    | 55 a 59 | 32    |
| 60    | 50 a 54 | 32    |
| 56    | 45 a 49 | 68    |
| 40    | 40 a 44 | 40    |
| 40    | 35 a 39 | 40    |
| 24    | 30 a 34 | 20    |
| 36    | 25 a 29 | 8     |
| 24    | 20 a 24 | 12    |
| 24    | 15 a 19 | 16    |
| 20    | 10 a 14 | 32    |
| 20    | 5 a 9   | 16    |
| 16    | 0 a 4   | 16    |

## Economia
El 2007 la població en edat de treballar era de 665 persones, 446 eren actives i 219 eren inactives. De les 446 persones actives 404 estaven ocupades (233 homes i 171 dones) i 42 estaven aturades (23 homes i 19 dones). De les 219 persones inactives 123 estaven jubilades, 36 estaven estudiant i 60 estaven classificades com a «altres inactius».

### Ingressos
El 2009 a Souesmes hi havia 559 unitats fiscals que integraven 1.150,5 persones, la mediana anual d'ingressos fiscals per persona era de 18.068 €.

### Activitats econòmiques
Dels 44 establiments que hi havia el 2007, 1 era d'una empresa alimentària, 2 d'empreses de fabricació d'altres productes industrials, 9 d'empreses de construcció, 8 d'empreses de comerç i reparació d'automòbils, 3 d'empreses de transport, 5 d'empreses d'hostatgeria i restauració, 1 d'una empresa d'informació i comunicació, 1 d'una empresa financera, 3 d'empreses immobiliàries, 5 d'empreses de serveis, 3 d'entitats de l'administració pública i 3 d'empreses classificades com a «altres activitats de serveis».
Dels 15 establiments de servei als particulars que hi havia el 2009, 1 era una oficina de correu, 1 una oficina bancària, 2 tallers de reparació d'automòbils i de material agrícola, 1 paleta, 1 guixaire pintor, 3 fusteries, 3 lampisteries, 1 empresa de construcció, 1 perruqueria i 1 restaurant.
Dels 3 establiments comercials que hi havia el 2009, 1 era una botiga de menys de 120 m², 1 una peixateria i 1 una sabateria.

## Equipaments sanitaris i escolars
L'únic equipament sanitari que hi havia el 2009 era una farmàcia.
El 2009 hi havia una escola elemental integrada dins d'un grup escolar amb les comunes properes formant una escola dispersa.

## Poblacions més properes
El següent diagrama mostra les poblacions més properes.